# Port d'Orpesa
El Port Esportiu d'Orpesa se situa en el municipi d'Orpesa, en la comarca de la Plana Alta, al País Valencià. Compta amb 706 amarris esportius, per a una eslora màxima permesa de 15 m, sent el seu calat en bocana de 4 m.

## Instal·lacions
- Aquest club compta amb el distintiu de Bandera Blava des de 1993.
- Servei de grua i combustible.